# Halbmarathon-Weltmeisterschaften 2010
Die 19. Halbmarathon-Weltmeisterschaften (englisch und offiziell: 19th IAAF World Half Marathon Championships – Nanning) wurden am 16. Oktober 2010 in Nanning ausgetragen. Der Leichtathletik-Weltverband IAAF hatte die Veranstaltung im November 2008 bei einer Ratsversammlung in Monaco an die chinesische Millionenstadt vergeben. Damit fanden zum zweiten Mal nach 2004 in Neu-Delhi Halbmarathon-Weltmeisterschaften in Asien statt.
Insgesamt wurden Preisgelder in Höhe von 245.000 US-Dollar ausgeschüttet. Davon entfielen jeweils 30.000 Dollar auf die Gesamtsieger. Es wurde eine Mannschaftswertung durchgeführt, die durch die Summe der Zeiten der jeweils drei schnellsten Läufer einer Nation gebildet wird. Neben dem Männer- und Fraueneliterennen fand im Rahmen der Veranstaltung ein offener Volkslauf auf derselben Strecke statt.
Der eritreische Weltrekordhalter Zersenay Tadese strebte seinen fünften Titel in Folge an. In der Schlussphase des Rennens führte er eine Vierergruppe mit den Kenianern Wilson Kiprop, Sammy Kirop Kitwara und Silas Kipruto an. Nacheinander fielen Kipruto und Kitwara aus der Gruppe. Im Schlussspurt setzte sich jedoch Kiprop knapp gegen den Titelverteidiger durch. Wenige Meter vor dem Ziel musste sich Tadese geschlagen geben und humpelte verletzt über die Ziellinie. Der Mannschaftssieg ging zum fünften Mal in Folge und zum 13. Mal insgesamt an Kenia.
Im Frauenrennen bildete sich zu Beginn eine Spitzengruppe aus fünf Äthiopierinnen und vier Kenianerinnen, der als einzige nichtafrikanische Läuferin die Australierin Nicole Chapple folgen konnte. Nach wenigen Kilometern verlor diese jedoch den Anschluss. Aus der verbleibenden Gruppe fielen nach und nach Läuferinnen zurück bis am Ende nur noch die kenianische Favoritin Florence Jebet Kiplagat und die Äthiopierin Dire Tune gemeinsam an der Spitze lagen. Auf dem letzten Kilometer konnte Kiplagat schließlich den entscheidenden Angriff setzten und sicherte sich den Sieg vor Tune. Wie bereits im Vorjahr gingen der Einzel- und der Mannschaftssieg wieder an Kenia.
Es war das vierte Mal, dass die beiden Einzelsieger aus demselben Land kamen. Schon 1997, 1998 und 1999 stellte Kenia beide Sieger der Einzelwertung.

## Ergebnisse

### Männer

#### Einzelwertung
| Platz | Athlet              | Land | Zeit (h)     |
| ----- | ------------------- | ---- | ------------ |
| 1     | Wilson Kiprop       | KEN  | 1:00:07      |
| 2     | Zersenay Tadese     | ERI  | 1:00:11      |
| 3     | Sammy Kirop Kitwara | KEN  | 1:00:22      |
| 4     | Silas Kipruto       | KEN  | 1:01:03      |
| 5     | Samuel Tsegay       | ERI  | 1:01:13 (SB) |
| 6     | Titus Kwemoi Masai  | KEN  | 1:01:24      |
| 7     | Lelisa Desisa       | ETH  | 1:01:28      |
| 8     | Birhanu Bekele      | ETH  | 1:01:28 (PB) |

Alle 68 gestarteten Läufer erreichten das Ziel. Passang Passang ( BHU, Platz 67, 1:16:43) stellte einen nationalen Rekord auf.

#### Teamwertung
| Platz | Land und Athleten                                                       | Zeit (h)                        |
| ----- | ----------------------------------------------------------------------- | ------------------------------- |
| 1     | Kenia Wilson Kiprop (1.) Sammy Kirop Kitwara (3.) Silas Kipruto (4.)    | 3:01:32 1:00:07 1:00:22 1:01:03 |
| 2     | Eritrea Zersenay Tadese (2.) Samuel Tsegay (5.) Tewelde Estifanos (11.) | 3:03:04 1:00:11 1:01:13 1:01:40 |
| 3     | Äthiopien Lelisa Desisa (7.) Birhanu Bekele (8.) Asefa Mengstu (15.)    | 3:05:26 1:01:28 1:02:30         |

Insgesamt wurden elf Teams gewertet.

### Frauen

#### Einzelwertung
| Platz | Athletin                | Land | Zeit (h)     |
| ----- | ----------------------- | ---- | ------------ |
| 1     | Florence Jebet Kiplagat | KEN  | 1:08:24      |
| 2     | Dire Tune               | ETH  | 1:08:34      |
| 3     | Peninah Jerop Arusei    | KEN  | 1:09:05      |
| 4     | Feyse Tadese            | ETH  | 1:09:28 (PB) |
| 5     | Joyce Chepkirui         | KEN  | 1:09:30 (PB) |
| 6     | Meseret Mengistu        | ETH  | 1:09:31 (PB) |
| 7     | Fate Tola               | ETH  | 1:09:38 (PB) |
| 8     | Zhu Xiaolin             | CHN  | 1:11:01      |

Von 55 gestarteten Läuferinnen erreichten 51 das Ziel.

#### Teamwertung
| Platz | Land und Athletinnen                                                              | Zeit (h)                        |
| ----- | --------------------------------------------------------------------------------- | ------------------------------- |
| 1     | Kenia Florence Jebet Kiplagat (1.) Peninah Jerop Arusei (3.) Joyce Chepkirui (5.) | 3:26:59 1:08:24 1:09:05 1:09:30 |
| 2     | Äthiopien Dire Tune (2.) Feyse Tadese (4.) Meseret Mengistu (6.)                  | 3:27:33 1:08:34 1:09:28 1:09:31 |
| 3     | Japan Yoshimi Ozaki (9.) Ryōko Kizaki (10.) Azusa Nojiri (13.)                    | 3:33:40 1:11:02 1:11:03 1:11:35 |

Insgesamt wurden zehn Teams gewertet.